# Koikili Lertxundi del Campo
Koikili Lertxundi del Campo, conegut com a Koikili, (Otxandio, 23 de desembre de 1980) és un exfutbolista basc.
Després de passar pels equips Aurrerá de Vitoria i Osasuna B entre d'altres, va arribar al Sestao River i triomfà marcant 14 gols i jugant 64 partits, en la posició de defensa.
En el 2007 va fitxar pel Bilbao Athletic, però les seves bones actuacions durant els partits de pretemporada amb el primer equip, es guanya la confiança de Joaquín Caparrós. Va debutar a Primera divisió la temporada 2007-08.
En finalitzar la temporada 2011-12, el jugador acaba contracte amb l'Athletic Club que decideixen no renovar-lo. Aquell mateix estiu firma pel CD Mirandés a la Segona divisió espanyola de futbol.
El 2014 va decidir penjar les botes.